# Старосілля (Крупський район)
Старосілля (біл. вёска Старасельле) — село в складі Крупського району Мінської області, Білорусь. Село підпорядковане Ігрушківській сільській раді, розташоване в східній частині області.